# Марк Антоний Кретик
Марк Антоний Кретик (на латински: Marcus Antonius Creticus; 115 пр.н.е. – 71 пр.н.е.) е член на фамилията Антонии, римски политик и баща на Марк Антоний.
Кретик е син на Марк Антоний Оратор, консул през 99 пр.н.е. и брат на Гай Антоний Хибрида консул през 63 пр.н.е. Жени се за Юлия Антония, дъщеря на Луций Юлий Цезар, консул 90 пр.н.е. и Фулвия и е братовчедка на Юлий Цезар. Двамата имат трима сина – прочутият триумвир Марк Антоний, Гай Антоний и Луций Антоний.
През 74 пр.н.е. е избран за претор. През 73 пр.н.е. той получава задачата да освободи Средиземно море от пирати. Той не успява и граби провинциите, които трябва да пази и умира след една загуба на Крит. Заради неспособността си получава подигравателно победоносното име „Кретик“ (Creticus). Той е известен и със своята стиснатост.